# Consortium international pour la préservation de l'internet
Le Consortium international pour la préservation de l'internet, en anglais International Internet Preservation Consortium (IIPC), est une organisation internationale regroupant des bibliothèques et d'autres organisations patrimoniales créée dans le but de coordonner les efforts visant à préserver le contenu Internet pour l'avenir. La structure a été fondée en juillet 2003 par 12 institutions elle comptait 35 membres en janvier 2010 puis, en janvier 2022, 52 membres.
L'adhésion est ouverte aux centres d'archives, musées, et bibliothèques (y compris les bibliothèques nationales),.

## Membres

### Bibliothèques nationales
Liste des bibliothèques et archives nationales participantes : 
- Bibliothèque nationale autrichienne
- Bibliothèque nationale d'Espagne
- Bibliotheca Alexandrina (Égypte)
- Bibliothèque et Archives nationales du Québec
- Bibliothèque nationale de France
- Bibliothèque britannique
- Bibliothèque nationale allemande
- Bibliothèque et Archives Canada
- Bibliothèque du Congrès
- Bibliothèque nationale et universitaire de Zagreb
- Bibliothèque nationale et universitaire d'Islande
- Bibliothèque nationale et universitaire de Slovénie
- Bibliothèque nationale de la Diète (Japon)
- Conseil de la Bibliothèque nationale de Singapour
- Bibliothèque nationale d'Australie
- Bibliothèque nationale de Catalogne
- Bibliothèque nationale du Chili
- Bibliothèque nationale de Chine
- Bibliothèque nationale de la République tchèque
- Bibliothèque nationale d'Estonie
- Bibliothèque nationale de Finlande
- Bibliothèque nationale de Grèce
- Bibliothèque nationale d'Irlande
- Bibliothèque nationale de Corée
- Bibliothèque nationale de Lettonie
- Bibliothèque nationale du Luxembourg
- Bibliothèque nationale des Pays-Bas
- Bibliothèque nationale de Nouvelle-Zélande
- Bibliothèque nationale de Norvège
- Bibliothèque nationale de Pologne
- Bibliothèque nationale d'Écosse
- Bibliothèque nationale de Serbie
- Bibliothèque nationale de Suède
- Bibliothèque nationale Széchenyi
- Archives nationales polonaises
- Bibliothèque nationale suisse
- Les Archives nationales (Royaume-Uni)
- La Bibliothèque royale danoise
- Bibliothèque Royale de Belgique
- Institut national de l'audiovisuel (France)

### Organisations participantes
Les autres organisations participantes sont : 
- Archiefweb.eu
- Arquivo.pt - Archives du Web portugaises
- Bibliothèques de l'Université Columbia
- Hanzo
- Bibliothèque de Harvard
- Internet Archive
- Bibliothèque de recherche du laboratoire national de Los Alamos
- Institut néerlandais du son et de l'image
- Département d'informatique de l'Université Old Dominion
- Bibliothèques de l'Université de Stanford
- Bibliothèque universitaire, Bratislava
- Bibliothèques de l'Université du nord du Texas

### Anciens membres
WebCite a été membre de l'IIPC mais s'en est retiré. Dans un message de 2012, son fondateur Gunther Eysenbach a indiqué que "WebCite n'a aucun financement et l'IIPC demande 4 000 euros par an an de frais d'adhésion.

## Projets
L'IIPC parraine et collabore à un certain nombre de projets en lien avec ses organisations membres.

### Projets actuels
- Prise en charge de la transition vers pywb (Python Wayback)[7].
- Collections collaboratives : les membres de l'IIPC collaborent afin de créer des collections d'archives Web publiques basées sur des thèmes transnationaux ou des événements d'intérêt commun. Les sujets des collections existantes incluent : la crise des réfugiés en Europe, les organisations intergouvernementales, les Jeux olympiques, la commémoration de la Première Guerre mondiale, le changement climatique, l'intelligence artificielle et le COVID-19[8].
- Projet Memento : agrégation des métadonnées des archives de l'IIPC[9]